# Tháng 8 năm 2011
Tháng 8 năm 2011 bắt đầu vào Thứ Hai và kết thúc sau 31 ngày vào Thứ Tư.

## Chủ đề:Thời sự
| Thứ năm, ngày 4 tháng 8 |
| - NASA tuyên bố rằng tàu vũ trụ Mars Reconnaissance Orbiter đã chụp hình có thể bằng chứng nước trên Sao Hỏa vào những mùa nóng. |

| Thứ sáu, ngày 5 tháng 8 |
| - Juno, tàu vũ trụ đầu tiên sử dụng tấm năng lượng mặt trời nhằm thám hiểm Sao Mộc, được phóng lên từ Trạm không quân Mũi Canaveral. - Cơ quan xếp hạng tín dụng Standard & Poor's hạ cấp tín dụng của nợ công Hoa Kỳ xuống AA+ lần đầu tiên. |

| Chủ nhật, ngày 7 tháng 8                                                  |
| - Manuel Pinto da Costa được bầu lại làm Tổng thống São Tomé và Príncipe. |

| Thứ hai, ngày 8 tháng 8                                                                                                |
| - Bạo loạn, khởi đầu với việc một cảnh sát nổ súng giết chết người ở Luân Đôn, sau đó lan rộng nhiều nơi tại nước Anh. |

| Thứ năm, ngày 11 tháng 8 |
| - Apple giành chiến thắng tạm thời trong vụ kiện liên quan đến bằng sáng chế với Samsung, qua đó máy tính bảng Galaxy Tab 10.1 bị cấm bán tại Liên minh châu Âu. |

| Thứ bảy, ngày 13 tháng 8                                                                                                  |
| - Đập Sankt-Peterburg, nhằm mục đích che chở Sankt-Peterburg khỏi bị lũ lụt tai hại, được hoàn thành trong vịnh Phần Lan. |

| Thứ hai, ngày 15 tháng 8                                                                                           |
| - Tập đoàn Google tuyên bố thỏa thuận mua công ty sản xuất thiết bị di động Motorola Mobility với giá 12,5 tỷ USD. |

| Chủ nhật, ngày 21 tháng 8                                               |
| - Trong cuộc nội chiến tại Libya, quân nổi dậy tiến vào thủ đô Tripoli. |

| Thứ tư, ngày 24 tháng 8                                                                    |
| - Steve Jobs từ chức tổng giám đốc điều hành tập đoàn Apple và được thay thế bởi Tim Cook. |

| Thứ sáu, ngày 26 tháng 8 |
| - Bão Irene đổ bộ vào vùng Đông Duyên hải Hoa Kỳ, khiến hàng triệu người phải di tản. - Thủ tướng Nhật Bản Kan Naoto tuyên bố từ chức. |

| Thứ bảy, ngày 27 tháng 8                         |
| - Trần Khánh Viêm thắng cử Tổng thống Singapore. |

| Chủ nhật, ngày 28 tháng 8 |
| - Nhà hoạt động xã hội Ấn Độ Anna Hazare kết thúc cuộc nhịn ăn 12 ngày sau khi Quốc hội Ấn Độ thông qua một dư luật chống tham nhũng. |

| Thứ ba, ngày 30 tháng 8                                                              |
| - Đảng Dân chủ Nhật Bản chọn Noda Yoshihiko làm Thủ tướng sau khi Kan Naoto từ chức. |